# Jan Diddens
Jan Phillippe Diddens (ur. 14 września 1906 w Mechelen, zm. 21 lipca 1972) – belgijski piłkarz grający na pozycji napastnika.
Karierę piłkarską rozpoczął w roku 1922 w barwach RC Malines, w którym grał w sumie przez 12 sezonów. Wraz z kolegami dwukrotnie wywalczył mistrzostwo drugiej ligi belgijskiej.
W reprezentacji zadebiutował w roku 1926 i rozegrał w niej w sumie 23 mecze, w których dwa razy wpisał się na listę strzelców. Z „Czerwonymi Diabłami” przebywał na igrzyskach olimpijskich 1928 w Amsterdamie oraz mistrzostwach świata 1930 w Urugwaju.